# Великі Хутора
Великі Хутора́ (рос. Большие Хутора) — село у складі Нижньоломовського району Пензенської області, Росія.
Населення — 583 особи (2010; 672 у 2002).
Національний склад станом на 2002 рік:
- росіяни — 97 %